# Psylliodes illyricus
Psylliodes illyricus es una especie de insecto coleóptero de la familia Chrysomelidae.
Fue descrita científicamente en 1993 por Gruev & Leonardi.